# 1829年ローマ・カトリック信徒救済法
1829年ローマ・カトリック信徒救済法（1829ねんローマ・カトリックしんときゅうさいほう、英語: Roman Catholic Relief Act 1829）は、1672年審査法などアイルランドで施行されていたカトリック刑罰法を廃止したイギリスの法律。イギリスにおけるカトリック解放で最も重要な法律である。アイルランドの弁護士ダニエル・オコンネル率いるカトリック教徒解放運動の成果であり、首相ウェリントン公爵と内務大臣ロバート・ピールは自身ではカトリック解放に反対したが、暴動の危機に直面したため譲歩した。

## アイルランドの政情不安

### カトリック解放運動
イングランドのカトリック主教ジョン・ミルナーは作家としても活躍し、1826年に死去するまでカトリック解放運動を推進した。ミルナーはイングランドとアイルランドの双方で影響力のある反啓蒙主義者でもあり、議会におけるカトリック解放法案に対するカトリックの反応を形作ることに一役買った。

### アルスター地方の反発
アイルランド北東部にあるアルスター地方のプロテスタント住民はカトリック解放運動と比べて出遅れたものの、1828年末にはカトリック解放を阻止すべく動員をはじめた。オコンネル派のジャック・ローレス（Jack Lawless）がアルスターでカトリック解放を支持する集会を開催すると、プロテスタント側も態度を硬化してパンフレットの出版、反カトリック解放組織の設立、請願の提出などの行動に出たが、資金不足に悩まされ、政府からの支持もほとんどなかった。後にカトリック信徒救済法が可決されると、貴族やジェントリ階級からの反発は沈静化したが、中流と労働者階級は引き続き行進などでカトリックに対する支配を示した。

### 政府の対応
1822年から1828年までのアイルランド総督初代ウェルズリー侯爵リチャード・ウェルズリー（ウェリントン公爵の兄にあたる）はカトリック解放法案を提出できるお膳立てが整うのに大きな役割を果たした。ウェルズリーはカトリックの公民権回復を目指しつつ、プロテスタントにとって重要な権利などの事柄は維持するという和解政策を採用したが、暴動に対しては武力で対処し、大衆を煽動しているプロテスタント側のオレンジ結社やカトリック側のリボンメン協会も弾圧した。

### オコンネルの活躍
1828年から1829年までのアイルランドにおけるカトリック教徒解放運動はカトリック協会を設立したダニエル・オコンネル（1775年 – 1847年）の主導で進められた。オコンネルは1828年クレア選挙区補欠選挙で国教会信徒ウィリアム・ヴェジー＝フィッツジェラルドを破って当選したが、カトリック刑罰法により議員に就任できなかった。内務大臣ロバート・ピールは当時「オレンジ・ピール」というあだ名がつくほどの反カトリックだったが、今回は「カトリック解放は大きな危険だが、内乱はそれよりも大きな危険である」という結論を出し、アイルランドで革命が勃発することを防ぐためにカトリック信徒救済法案を起草して庶民院で可決させた。そして、カトリック信徒救済法により、オコンネルのようなカトリック信徒でも連合王国議会の議員に就任できるようになった。

## 内容
1829年議会選挙（アイルランド）法（Parliamentary Elections (Ireland) Act 1829、法律番号10 Geo. IV, c. 8）はカトリック信徒救済法と同日に国王裁可を受けて成立した法律であり、カトリック解放にあたって行われた唯一の妥協となった。1829年議会選挙法により40シリング自由保有権（1793年にアイルランド議会で定められた投票権資格規定であり、40シリング以上の価値のある土地を所有または賃借している人物に投票権を与えた）の規定が変更され、5倍にあたる10ポンド（40シリング＝2ポンド）に引き上げられたため、アイルランドの小地主の投票権が取り上げられる形となった。
カトリック信徒救済法第24条により、イングランド国教会がすでに使用している聖職者称号（大主教（archbishop）、主教（bishop）、首席司祭（dean））を許可なく使用することは禁止され、既存の司教管区でなくともイングランドとアイルランドの地名に由来する聖職者称号の使用も禁じられ、違反者には100ポンドの罰金が課された。この規定は1851年聖職者称号法で強化され、国教会以外の人物がそのような違反を行った場合は財産を没収されると定められたが、実際に施行されることなく1871年聖職者称号法（Ecclesiastical Titles Act 1871）で廃止された。カトリック信徒救済法ではほかにも修道会の入会禁止や聖体行列（Catholic procession）の禁止が定められたが、これらの規定は1926年ローマ・カトリック信徒救済法で廃止された。

## 改正とアイルランドにおける廃止
時代が下るにつれて廃止される条項が増え、40条からなるカトリック信徒救済法はそのうち31条が廃止されている。独立後のアイルランドでは1983年制定法整理法により廃止された。

## 評価
J・C・D・クラークの1985年の著作によると、1828年以前のイングランドではほとんどの人が王権神授説、世襲貴族の正当性、聖公会の権利と特権を信じていたが、1828年から1829年のカトリック解放で聖公会の優越性という1つの柱が突如崩れてしまった。クラークによると、「社会秩序全体が崩れた。[...]その時点で失ったことは[...]ただの憲法の1条ではなく、旧来のエリート層の文化ヘゲモニーという世界観である」という。クラークの意見は学者の間で広く議論されたが、1828年から1832年という時期の前後の連続性を認める歴史学者がほとんどだったという。
エリック・J・エヴァンス（Eric J. Evans）の1996年の著作によると、カトリック信徒救済法の重要性は改革反対論者を不可逆的に分裂させたことであり、その結果としては将来の改革法案を阻止する力が弱まり、1832年の第一回選挙法改正が成功する結果となった。ウェリントン公爵は保守派を押し切ってカトリック解放を強行したが、これにより超保守派であるウルトラ・トーリーがかえって議会改革を要求するようになった。ウルトラ・トーリーが議会改革を要求した理由は政府が腐敗選挙区により議会多数を確保したと考えたためであり、結果的には1830年2月に抜本的な改革法案がはじめて提出されたとき、その提出者がウルトラ・トーリーの一員であるブランドフォード侯爵ジョージ・スペンサー＝チャーチルとなった。ウルトラ・トーリーは有権者層の基礎が広がると、有権者を反カトリックに動員できるようになると考えたのだった。